# Ястреб (посыльное судно)
«Ястреб» — сторожевой корабль (посыльное судно) Российского императорского и советского флотов.

## История службы
Пароход был построен в 1900 году в Дании на верфи Helsingør Skibsværft og Maskinbyggeri в г. Эльсинор под именем «Боре-II» (стапельный №83).
Владельцы «Боре-II» (Ångfartygs Aktiebolag Bore II), делая заказ на строительство парохода, намеревались использовать его на прибрежных линиях между островами Финляндии и Швеции. При этом они хотели получить некоторые преимущества перед конкурентами, для чего в заказе предусматривалось приспособление парохода к плаванию во льдах. Конечно, «Боре-II» не был ледоколом, но форштевень ледокольного типа и усиленный набор корпуса в носовой части позволяли ему плавать и тогда, когда лед становился непреодолимым препятствием для обычных пароходов. Вновь построенное судно обладало следующими техническими характеристиками:
- размерения: 58,10 х 8,90 х 4,70 м;
- грузоподъемность: 820 брт, 396 нрт;
- водоизмещение: 250 т;
- мощность паровой машины: 950 л. с. (Паровая машина тройного расширения Helsingør);
- винт трехлопастный, фиксированного шага;
- спальных мест: 123.

C 19 октября 1900 года эксплуатировался на линии Турку — Мариенхамн — Стокгольм. В 1906-1907 годах прошел модернизацию (увеличение числа пассажирских мест) на верфи.
С 15 августа 1914 года — на линии Гельсингфорс — Таллин — Санкт-Петербург. В 1914-1915 году был передан в пользование ВМС Румынии.

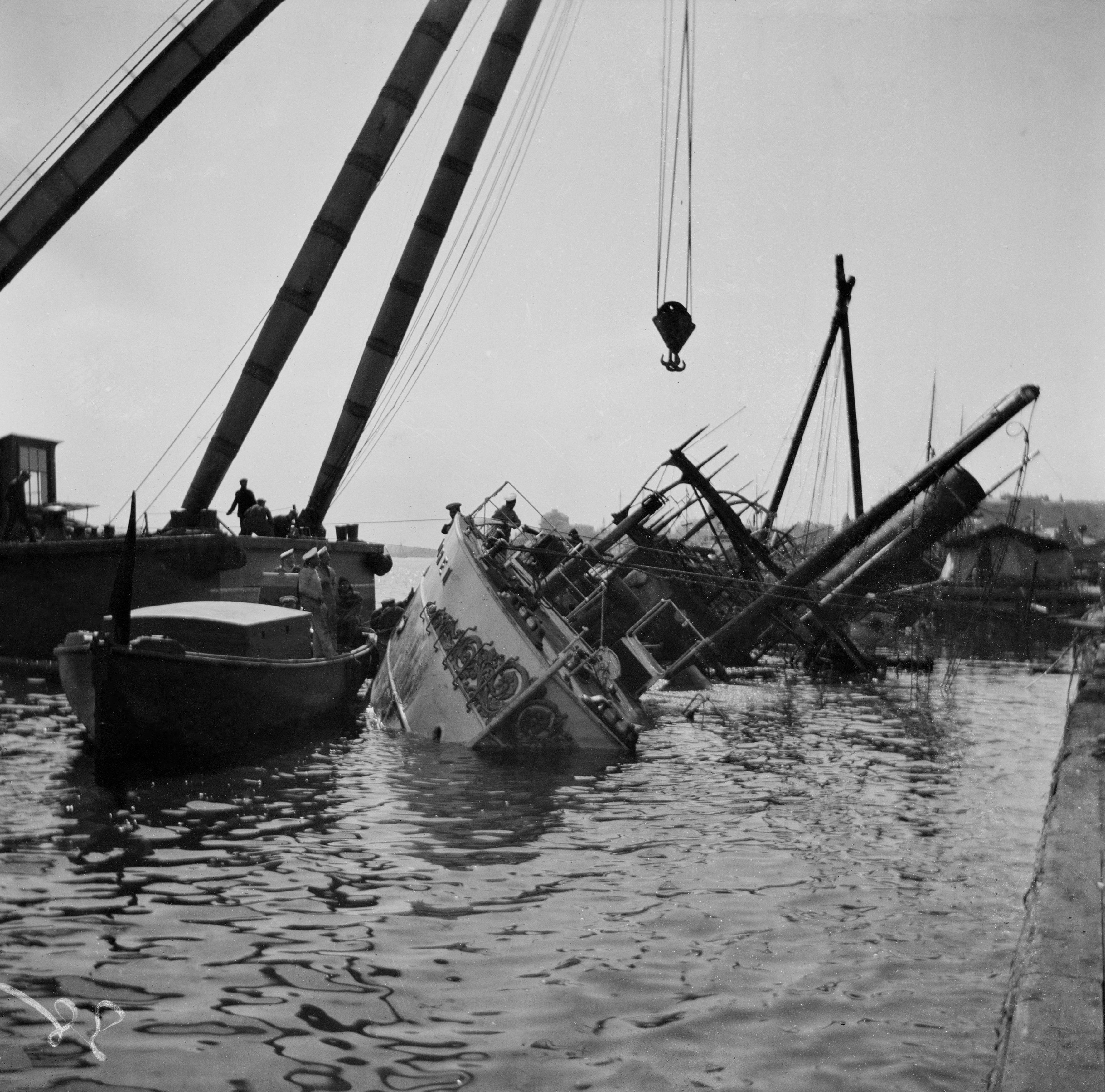
Затонувший пароход «Боре II» в порту Хельсинки.

25 мая 1915 г. в результате пожара на расположенном рядом складе готовый к отправке пароход затонул у пирса в Южной гавани Хельсинки, погибло 10 человек. В июне того же года был поднят и транспортирован на верфь Хиеталахти для ремонта. 16 октября судно на аукционе приобрёл за 250000 финских марок выборгский капитан дальнего плавания Йохан Вернер Паулин. В свою очередь, Паулин продал судно компании Suomen Höyrylaiva Osakeyhtiö (FÅA)..
С 15 февраля 1916 года был призван по военно-судовой повинности и зачислен в состав Балтийского флота. Переименованное в «Ястреб» и переквалифицированное в сторожевой корабль судно вооружили двумя 105-мм немецкими орудиями (на баке и на корме), снятыми с крейсера «Магдебург», и двумя пулемётами «Максим». Позже на корабле установили 47-мм зенитное орудие. «Ястреб» базировался в Гельсингфорсе и нес сторожевую и дозорную службу, иногда перевозил военные грузы и личный состав.
25 октября 1917 года «Ястреб» вышел из Гельсингфорса. Получив в Фридрихсхавне оружие и патроны, он взял курс на Петроград и к вечеру прибыл в город, где встал под разгрузку у набережной Васильевского острова неподалеку от флагмана революционной эскадры крейсера «Аврора».
7 апреля 1918 года вместе с ледоколом «Руслан» провёл из Гельсингфорса в Петроград через льды Финского залива восемь подводных лодок («Волк», «Вепрь», «Леопард», «Змея», «Рысь», «Пантера», «Ягуар» и «Ёрш») и пароход «Аркона». При этом «Ястреб» ломал лёд, подталкиваемый в корму «Русланом». Начиная от знака Меренкари к первому каравану судов присоединился второй, ведомый ледоколом «Аванс». Часть пути до Кронштадта «Ястреб» тащил на буксире миноносец «Лейтенант Ильин». Затем отбуксировал из Кронштадта в Петроград подводную лодку «Пантера». В результате столкновений с торосами и другими судами корпус и механизмы «Ястреба» получили многочисленные повреждения.
31 декабря 1922 года в память о дне, когда V съезд РКСМ принял решение о шефстве над Красным Флотом, «Ястреб» переименовали — он стал называться «16 октября». 
В соответствии с декретом о национализации флота судно было окончательно передано Мортрану. Ему возвратили прежнее имя — «Ястреб». Некоторое время он находился в составе Балтийского пароходства, а затем был передан в Черноморско-Азовское пароходство, где было очень мало судов, пригодных для коммерческой эксплуатации. Переход на Чёрное море, продолжавшийся почти два месяца, начался 15 июля 1924 года. Это был первый рейс советского судна вокруг Европы. Пароход поставили на линию Одесса — Николаев. 
С 29 июля 1929 г. «Ястреб» входит в состав Совторгфлота и передается Северному морскому пароходству. Однако 1 сентября 1930 года в результате навигационной аварии судно затонуло в губе Ковда Белого моря и было поднято силами Беломорской партии ЭПРОНа только 7 июля 1931 года. После аварийно-восстановительного ремонта в 1934 году «Ястреб» был введен в строй, а в 1940 году передан в Мурманское пароходство и использовался как товаро-пассажирский пароход в Баренцевом, Белом и морях Северного ледовитого океана.
С началом Великой Отечественной войны «Ястреб» был отмобилизован на Северный флот в качестве посыльного судна и зачислен в состав службы связи флота. Позже, приказом Командующего Северным флотом посыльное судно «Ястреб» (ПС-49) было зачислено в состав Беломорской военно-морской базы.
2 февраля 1944 года «Ястреб» из посыльного судна был переоборудован и переквалифицирован в судоподъемную плавучую базу и до января 1946 года участвовал в подъёме и разгрузке затонувших и потерпевших аварии кораблей и судов.
В 1947 г. судно было восстановлено и вновь как товаро-пассажирский пароход передано в состав Мурманского государственного морского пароходства, где «Ястреб» работал на местных линиях, перевозя пассажиров и грузы на побережье Кольского полуострова.
25 апреля 1959 года пароход был превращен в несамоходную плавучую базу для обеспечения базирования атомного ледокола «Ленин», став прообразом созданных впоследствии судов АТО. Но судьба «Ястреба» завершилась трагически: 16 января 1962 года во время сильного шторма он затонул у причала в Мурманске. Только летом 1963 года он был поднят и отправлен на слом и разделку на металл.

## Командиры
- 09.1917-? — Варзугин, Николай Николаевич
- 1929 — капитан Ломов
- 1930 — капитан Антипин